# Maryland Terrapins (pallacanestro maschile)
I Maryland Terrapins sono la squadra di pallacanestro della University of Maryland, College Park, con sede proprio a College Park (Maryland), nel Maryland. Dal primo luglio 2014 hanno lasciato la Atlantic Coast Conference per la Big Ten Conference della NCAA Division I.
Nel palmarès dei Terrapins figura la vittoria nel campionato NCAA 2002, nonché il successo nella Coppa Intercontinentale 1974. A livello individuale, l'unico cestista dei Terrapins ad aver vinto il Naismith College Player of the Year è stato Joe Smith (nel 1995), che insieme a John Lucas rappresentano le uniche prime scelte NBA (rispettivamente nel 1995 e nel 1976).

## Allenatori
- 1923 - 1947 H. Burton Shipley
- 1947 - 1950 Flucie Stewart
- 1950 - 1967 Bud Millikan
- 1967 - 1969 Frank Fellows
- 1969 - 1986 Lefty Driesell
- 1986 - 1989 Bob Wade
- 1989 - 2011 Gary Williams
- 2011 - oggi Mark Turgeon